# Shannonomyia (Shannonomyia) setulicornis
Shannonomyia (Shannonomyia) setulicornis is een tweevleugelige uit de familie steltmuggen (Limoniidae). De soort komt voor in het Neotropisch gebied.